# 240
Het jaar 240 is het 40e jaar in de 3e eeuw volgens de christelijke jaartelling.

## Gebeurtenissen

### Europa
- In Germania Inferior (Neder-Germanië) worden de Romeinse grensforten langs de limes, Nigrum Pullum (Zwammerdam) en Albaniana (huidige Alphen aan den Rijn), door Germaanse invallen verwoest.